# Синагога (Янів Теребовельський)
Синагога в Долині (Української Тернопільської області) була побудована близько 1700 року і зруйнована під час Другої світової війни.
Головна будівля дерев'яної синагоги побудована близько 1700.  Ймовірно, між 1750 і 1800 роком до західної сторони було прибудовано кам'яний ґанок з невеликою молитовною кімнатою та іншою молитовною кімнатою для жінок на 1 поверсі. У 1928 році віднесений до категорії вкрай старих і відремонтований в 1934 році.
Синагога зруйнована під час Другої світової війни.